# 171118 Szigetköz
A 171118 Szigetköz (ideiglenes jelöléssel (171118) 2005 GJ1) a Naprendszer kisbolygóövében található aszteroida. Piszkéstetőn fedezték fel 2005. április 2-án.